# Österreichische Werke Arsenal
Die Österreichischen Werke Arsenal (ÖWA) waren ein kriegswirtschaftlicher Unternehmenskomplex im Süden Wiens, der nach dem Ersten Weltkrieg zu einem großen wirtschaftlichen und politischen Problemfall wurde.

## Vorgeschichte
Im Bereich des Wiener Arsenals waren während des Ersten Weltkriegs zeitweise bis zu 20.000 Personen in 18 Fabriken beschäftigt. Bis Mai 1919 sank der Arbeiterstand bereits auf etwa 3000 Personen. Als erste organisatorische Maßnahme erfolgte nach Ende der Feindseligkeiten die Loslösung aus der militärischen Verwaltung. Eine Kommission im Staatsamt für Kriegs- und Übergangswirtschaft riet zur Umstellung auf Friedensproduktion. Diese erwies sich aber als schwierig.

## Jahrelanger Niedergang
Die genannte Kommission hatte die Aufgabe des Standorts Arsenal und die Errichtung neuer Ersatzbetriebe als empfohlen, die Arbeiter vor Ort und die Metallarbeitergewerkschaft hatten dies aber wegen der Gefahr des Verlustes weiterer Arbeitsplätze strikte abgelehnt. In der gespannten politischen Atmosphäre des Jahres 1919 wurden daher radikale Maßnahmen vermieden und die Generaldirektion der staatlichen Industriewerke übernahm den schwer defizitären Betrieb im Oktober 1919. Dieser befand sich nach Rudolf Gerlich damals in einem „Zustand völliger Desorganisation“. Es gab keine wirkliche Produktionstätigkeit, die Beschäftigten hatten aber Arbeiterwehren gebildet, zeigten syndikalistische Tendenzen und stellten ein revolutionäres Potential dar. Die Generaldirektion der staatlichen Industriewerke trat im Sommer 1920 in Verkaufsverhandlungen mit privaten Interessenten, so mit der Creditanstalt, deren Konzern auch Rüstungsbetriebe angehörten. Die Bank wollte aber keine Arbeitsplatzgarantie abgeben, woraufhin die Gewerkschaften und die Sozialdemokratie (SDAP) diesen Vorschlag ablehnten. Auf Vorschlag von Otto Bauer kam es dann Anfang 1921 zur Umwandlung in eine Gemeinwirtschaftliche Anstalt unter dem Namen Österreichische Werke. Das Unternehmen gewann in den nächsten Jahren Symbolcharakter für die Chancen und Probleme gemeinwirtschaftlicher Wirtschaftsführung, wobei besonders die Gegner der Sozialisierung häufig auf die Defizite und die Misswirtschaft im Arsenal hinwiesen.
Die Betriebsverfassung der österreichischen Werke enthielt weitgehende Mitbestimmungsrechte der Betriebsräte, denen aber bald Abgehobenheit und Verfolgung eigener Interessen vorgeworfen wurde. Ein einheitlicher Plan zur Entwicklung des Unternehmens bestand nicht, die einzelnen Teilbetriebe wirtschafteten isoliert, die Produktion war zersplittert. 1922 wurden etwa Drehbänke, Bohrmaschinen, Holzbearbeitungsmaschinen Sägen, Pflüge, Pistolen, Jagdgewehre, Möbel und sogar Kleinautos produziert.
Bereits wenige Monate nach der Gründung der Österreichischen Werke kam es zu größeren finanziellen Schwierigkeiten. Auch ein von Hugo Breitner vermittelter Kredit der Zentralsparkasse konnte an der katastrophalen Situation nicht ändern. Im Oktober 1924 zog sich Generaldirektor Max Ried aus sämtlichen Funktionen des Unternehmens zurück. Er wurde durch einen Vertrauensmann der Niederösterreichischen Escomptebank ersetzt. 2000 Mitarbeiter wurden entlassen. Bis Ende des Jahres 1925 wurden die Österreichischen Werke auf die Maschinenfabrik reduziert. Vorräte und Maschinen wurden bis 1929 abverkauft. 
Anfang 1926 waren nur mehr 300 Personen in der Anstalt beschäftigt. Die Betriebsdemokratie wurde weitgehend beseitigt. Von 1926 bis 1929 schien sich der Betrieb, unterstützt von der Gemeinde Wien, zunächst zu erholen. Es kam auch zu Lieferungen in die Sowjetunion. Ab 1930 arbeitete das Unternehmen aber wieder mit Verlust, 1934 wurde es aus politischen Gründen aufgelöst. 
In der politisch aufgeheizten Atmosphäre der 1920er Jahre, in der die Sozialdemokratie ihre politischen Gegner nicht zuletzt wegen diverser Wirtschaftsskandale angriff (Skandal um die Centralbank der deutschen Sparkassen, Postsparkassenskandal etc.), bot das Unternehmen im Arsenal der Gegenseite die Gelegenheit zur Kritik an gemeinwirtschaftlichen und betriebsdemokratischen Wirtschaftsmodellen.